# Willem Barnard
Pour les articles homonymes, voir Barnard.
Willem Hendrik Minnaar Barnard, né le 7 août 1923 dans le district de Gordonia en Afrique du Sud et mort le 14 juin 2012 à Upington, est un joueur de rugby à XV qui a joué avec l'équipe d'Afrique du Sud. Il évoluait au poste de deuxième ligne.
Il a disputé son premier test match le 17 septembre 1949 contre la Nouvelle-Zélande. Il joua son dernier test match contre les Gallois le 22 décembre 1951.
Après une interruption due à la seconde Guerre mondiale de 11 ans, le premier test match d'une série de quatre des Springboks se dispute en 1949 contre l’équipe de  Nouvelle-Zélande. Les All-Blacks n'emportent aucun match de cette série, perdant 15-11, 12-6, 9-3, 11-8. Danie Craven débute comme entraîneur en 1949, et il commence sa carrière en réalisant un exploit: série victorieuse 4-0. Les Springboks enchaînent 10 victoires consécutives, les Springboks font une tournée en Grande-Bretagne, en Irlande et en France en 1951-1952. 
Les Springboks de 1951-1952 ont marqué l'histoire. Ils l'emportent sur l’Écosse 44-0, l'Irlande 17-5, sur le pays de Galles 6-3, ils gagnent l'Angleterre 8-3. Ils gagnent ensuite à Paris 25-3 contre la France après une victoire contre les Barbarians. 
Willem Barnard fait partie de cette tournée. Il joue contre les Gallois.
Willem Barnard a évolué avec le Northern Transvaal puis avec les Griquas avec qui il dispute la Currie Cup.   

## Palmarès
- 2 test matchs avec l'équipe d'Afrique du Sud
- 2 victoires
- Test matchs par année : 1 en 1949, 1 en 1951

- grand chelem 1951-1952